# Christian Boulé
Pour les articles homonymes, voir Boulé.
 (janvier 2015).
- Si vous ne connaissez pas le sujet, laissez ce bandeau (vous pouvez alors contacter les auteurs).
- Si vous supprimez le contenu mis en cause (vous pouvez préalablement contacter les auteurs),

argumentez précisément cette suppression dans la page de discussion
(un manque de référence n'est pas un argument ; une recherche réelle de référence doit avoir été effectuée, être formellement documentée).
Christian Boulé né en février 1951, décédé le 3 novembre 2002 à l'hôpital Avicenne (93), est un musicien français de rock progressif. Guitariste et chanteur, il joua dans les groupes Babylone et Clearlight ainsi qu'aux côtés de Steve Hillage. 

## Biographie
Christian Boulé grandit à Paris. Adolescent, il fréquente assidûment le Golf-Drouot et commence à jouer de la guitare, principalement influencé par Jimi Hendrix, Eric Clapton et David Gilmour. À la fin des années 60, il monte un premier groupe, de reprises uniquement, avec lequel il se produit dans des fêtes municipales et dans les MJC de banlieue.
Son premier groupe important, Babylone, est créé en 1971 avec, notamment, le saxophoniste Antoine Duvernet (futur Urban Sax) et, après le départ rapide d'un premier organiste, Cyrille Verdeaux. C'est l'écrivain/chanteur Dashiell Hedayat, ami du groupe, qui suggère le nom Babylone. Les musiciens mettent toutes leurs économies en commun et s'isolent dans une maison à la campagne, prêtée par un ami. Là, ils élaborent un répertoire original mêlant des chansons signées par Boulé et des contributions instrumentales de Verdeaux. Babylone écume la Creuse et la Haute-Vienne, joue dans quelques festivals, et fait même une petite tournée aux Pays-Bas, où il se produit au Melkweg et au Paradiso d'Amsterdam, en première partie de Captain Beefheart et Nico notamment. Le groupe se sépare début 1973, les concerts devenant plus rares et chacun des membres ayant des aspirations musicales divergentes.
Boulé et Verdeaux resteront néanmoins en contact, le guitariste participant à une des deux faces de l'album Clearlight Symphony, comprenant notamment un solo de guitare issu du répertoire de Babylone (dont un autre vestige, "Crystal Palace", plus quelques bribes, sera exhumé sur l'album Photo Musik). Mais la direction plus jazz-rock apportée par Joël Dugrenot sur Forever Blowing Bubbles amènera Boulé à limiter sa participation à l'album et à ne pas intégrer du groupe de scène qui assura la première partie d'une tournée anglaise de Gong.
Boulé a alors rejoint le groupe Lard Free de Gilbert Artman, qui tenait la batterie sur la face "française" de Clearlight Symphony. C'est alors un trio complété par Phil Marboeuf au synthétiseur. L'expérience durera un peu plus d'un an, avec notamment une apparition à la Fête de l'Humanité.
A l'été 1976, Boulé est sollicité par Steve Hillage, séduit par une démo que le guitariste lui avait fait parvenir par l'intermédiaire de Virgin, et en quête d'une "doublure" pour tenir les parties de guitare glissando dans son groupe de scène. Le premier concert du Steve Hillage Band est en première partie de Queen devant 70.000 spectateurs à Hyde Park (Londres), en septembre 1976. La tournée anglaise qui suit est un énorme succès, suivi d'un périple aux États-Unis en première partie de l'Electric Light Orchestra. Hillage dissout ce premier groupe, trop pléthorique, au printemps 1977.
L'été suivant, Boulé le passe à Brighton, où il réside au 22 Broad Street (titre d'un morceau de Photo Musik). Il compose la matière d'un premier album solo, et travaille également avec David Sinclair, le claviériste de Caravan. De retour en France, il démarche diverses maisons de disques mais n'obtient que des refus polis. C'est avec l'aide de Verdeaux qu'il signe finalement avec Polydor. Il enregistre Photo Musik, avec Verdeaux aux claviers et à la production, ainsi que la chanteuse américaine, originaire du Bronx, Andy Slatin. Il se vendra modestement, à environ 5000 exemplaires, et ne fera l'objet d'aucune tournée, Boulé repartant dès l'automne 1977 en tournée avec une nouvelle formule du Steve Hillage Band. 
Les tournées avec Hillage s'enchaînent jusqu'à l'été 1978. Il enregistre alors un second album. Verdeaux tient les claviers sur les démos préparatoires, mais étant parti en Inde au moment des séances studio, c'est Jean-Philippe Rykiel, recommandé par Tim Blake, qui le remplace sur le disque. À sa sortie, Boulé monte un groupe de scène, avec la section rythmique du disque plus Andy Slatin, Twink (de Here & Now) aux synthés et Rémo (chant, guitare et flûte). Il se produit notamment une semaine à Campagne-Première à Paris et en première partie de... Steve Hillage sur sa tournée 1979. Malgré cela, l'album se vend moins bien que le précédent et le contrat avec Polydor est rompu.
Il faudra attendre 1982 pour découvrir un nouveau disque de Christian Boulé, et ce sera un 45 tours, chez Carrère, "Il y a quelqu'un". Malgré la présence de Bernard Paganotti à la basse et de Laurent Thibault à la production, c'est un format beaucoup plus commercial. Mais en dépit d'un coup de pouce de RTL, qui l'élira disque de la semaine, ce sera un flop. À la suite de cet échec il arrêtera complètement la musique pendant plusieurs années.

## Discographie
- Photo Musik (1977, Polydor, rééd. Musea)
- Non-Fiction (1979, Polydor, rééd. Musea)
- Il y a quelqu'un / Sur ma planète (45 tours) (1982, Vitamines/Carrère)

Avec Clearlight:
- Clearlight Symphony (1974)
- Forever Blowing Bubbles (1975)
- Delired Chameleon Family (bande sonore du film de Pierre Clémenti "Visa de censure n*X", 1975)
- Visions (1978)
- Rhapsody for the Blue Planet (1988)

Avec Steve Hillage:
- Live Herald (1979)

## Sources
- Bio-discographie de Clearlight et Cyrille Verdeaux, basée sur des entretiens avec les principaux membres du groupe dont Cyrille Verdeaux, Christian Boulé et Joël Dugrenot, par Aymeric Leroy, revue Big Bang n°14 & 15 (1995)